# Polańczyk
Polańczyk (ukrán nyelven: Полянчик) Lengyelország délkeleti részén, a Kárpátaljai vajdaságban, a Leskói járásban található település. Polańczyk Gmina Solina község központja.
A község  Solinától közel 4 kilométernyire fekszik délnyugati irányban, míg a járási központnak számító Lesko 14 kilométernyire északkeletre található, valamint a vajdaság központja, Rzeszów 80 kilométernyire északra van a településtől.

## Történelme
Első írásos említése 1580-ból származik. Neve a "polana", vagyis tisztás szóból ered. A település a Solinai-tó mellett fekszik, ezért népszerű üdülőhely.

## Fordítás
Ez a szócikk részben vagy egészben  a   Polańczyk című angol Wikipédia-szócikk ezen változatának fordításán alapul.  Az eredeti cikk szerkesztőit annak laptörténete sorolja fel. Ez a jelzés csupán a megfogalmazás eredetét és a szerzői jogokat jelzi, nem szolgál a cikkben szereplő információk forrásmegjelöléseként.